# Globinska obramba
Globinska obramba je vojaška strategija, ki se nanaša na prožno obrambo ali pa temeljito obrambo. Globinska obramba poskuša zadržati raje kot preprečevati napade s tem, ko si pridobiva čas in povzroča dodatne priložnosti s povečevanjem prostora. Raje kot poraziti napadalce z enojno, trdno obrambno linijo, se globinska obramba zanaša na potek k napadu za zmanjšanje gonilne sile skozi daljše časovno obdobje ali s pokritjem večjega območja. Ideja globinske obrambe se sedaj uporablja predvsem v opisih nevojaških strategij. 

## Vojaška globinska obramba
Običajna obrambna strategija bi skoncentrirala vse vojaške vire na prvo obrambno linijo, katera bi pustila preostalo obrambo v nevarnosti, še posebno oskrbovalno linijo. Strategija globinske obrambe je še posebno učinkovita proti napadalcem, ki skoncentrirajo vso silo in napadejo manjše prostore na raztegnjeni obrambni liniji. 
Zgodnji primeri globinske obrambe so lahko v Evropi trdnjave na hribih in gradovih. V teh primerih lahko notranja obramba podpira zunanjo obrambno linijo z ognjem in obrambo iz trdnjave. Še več primerov tovrste obrambe pa lahko zasledimo v prvi svetovni vojni, obramba Britancev pred Nemško invazijo, druga svetovna vojna,... 

## Nevojaška globinska obramba
Termin globinske obrambe se danes uporablja v mnogih nevojaških kontekstih. Uporablja se tudi pri preprečevanjih požarov, razvoju požarnih alarmov, načrtih zasilne izselitve, mobilnega reševanja, ...
Globinska obramba pa je uporabljena tudi v tehniki še posebno v primeru presežka delovne sile – ali sistema, ki deluje ko glavne komponente odpovejo, katere naj bi ne smele odpovedati. Primer je, letalo s štirimi motorji bo manj verjetno utrpela popolno motorno napako kot pa letalo s samo enim motorjem, ne glede na to koliko truda se vloži v njegovo izdelavo. 
Globinska obramba (jedrsko inženirstvo) 
V jedrskem inženirstvu in jedrski varnosti globinska obramba pomeni imeti več neodvisnih pravnikov širših področij in neodvisen varnostni sistem enojnih kritičnih točk napak: reakcijsko jedro. To pomaga zmanjševati tveganje, da bi ena napaka kritičnega sistema povzročila jedrsko topitev ali katero drugo katastrofo jedrske vsebine.
Globinska obramba (računalništvo)
Tudi v informacijski varnosti globinska obramba predstavlja uporabo več tehnik računalniške zaščite preprečevati okužbo ali poškodbo določene računalniške komponente. Preimer tovrstne obrambe je lahko antivirusni program nameščen na individualni delovni plošči ko je tam že prisotna zaščita požarnega zidu. Različni varnostni izdelki različnih prodajalcev so lahko razviti za zaščito različnih potencialnih vektorjev znotraj omrežja, ki pomagajo preprečiti napako ki lahko vodi v večjo napako, poznano tudi kot plastni pristop.